# Climax Jump
「Climax Jump」（クライマックス ジャンプ）は、テレビ朝日系特撮テレビドラマ『仮面ライダー電王』のオープニングテーマである。
様々な派生バージョンがあり、番組内ではこの曲のHIP HOP Ver.やDark HIPHOP Ver.、さらに主要登場キャラクターの声を担当する声優4人が歌う「Climax Jump DEN-LINER form」も使用された。

## Climax Jump
「Climax Jump」（クライマックス ジャンプ）は、2007年3月21日に発売された日本の歌手グループAAAのシングル。名義はAAA DEN-O form（トリプルエー でんおうフォーム）でのリリースである。

### 概要
- 前作「Black&White」から約3か月、「いざゆけ若鷹軍団2007」と同時発売となる。
- 『仮面ライダー電王』初回放送日2007年1月28日に初披露された。シングルの2曲目以降は全て同曲のインストゥルメンタルとなっている。
- 初登場5位。初動売上枚数は27,320枚。自己最高のチャート順位を記録した。また、発売2週目になっても好調な売り上げを記録し、チャート10位（オリコン）を記録。2週連続のTOP10入りは、AAA関連シングルとしては初である。AAA関連作品としては初の累積10万枚突破、ゴールドディスク獲得となった。
- CDのジャケット・歌詞カードにはAAAメンバーの姿は一切写っていない。さらにAAAとしては初めて、プロモーション・ビデオを製作しなかった作品でもある。
- DVD作品「4th ATTACK at SHIBUYA-AX on 4th of April」「2nd Anniversary Live -5th ATTACK 070922- at 日本武道館」でこの曲が歌唱されている模様が収録されている。
- AAAは本作品と同時に、ミニアルバム『alohAAA!』、シングル「いざゆけ若鷹軍団2007」、DVD『Channel@×AAA』の計4タイトルをリリースした。

### 収録曲
1. Climax Jump（作詞：藤林聖子 / 作曲：鳴瀬シュウヘイ / 編曲：鳴瀬シュウヘイ）(4:05)
2. Climax Jump power rock edit (3:56)
3. Climax Jump sweet ballad edit (4:25)
4. Climax Jump soul blues edit (3:29)
5. Climax Jump -instrumental- (4:04)

## Climax Jump DEN-LINER form

### 概要
「Climax Jump DEN-LINER form」（クライマックス ジャンプ デンライナー フォーム）は、『電王』の主要登場イマジン（怪人）・モモタロス、ウラタロス、キンタロス、リュウタロスを担当する声優・関俊彦、遊佐浩二、てらそままさき、鈴村健一が歌う「Climax Jump」の新バージョンである。オリジナルと比較すると歌詞の一部がキャラクターの口調にあわせ変更されている他、クライマックスのサビの前に鈴村健一演じるリュウタロスのラップが挿入されている。2007年10月28日に東映公式HPにて製作発表され、『電王』の後期オープニングテーマとなった。また『劇場版 仮面ライダー電王&キバ クライマックス刑事』でもオープニングテーマとして使用された。
通常バージョン以外にも、4体のイマジン全員によるものと、イマジンそれぞれのセリフバージョンも網羅している。さらに初回限定版としては仮面ライダー電王各フォームのジャケット4種類が発売され、それには特典として、ジャケットと同じイマジンに対応したRe-mixバージョンが収録されており、さらにジャケットの電王各フォームに対応した「イマジン3D変身カード」が封入されている。オリコンチャートではデイリーチャートで最高2位、ウィークリーチャートでも初登場2位で、仮面ライダー関連CDとしては2017年1月18日発売の三浦大知｢EXCITE｣(2017年1月30日付 シングルチャート:第1位)が更新するまで最高位を保持していた。
またCD-BOXには、イマジン4体によるこの曲のプロモーションビデオが収録されている。

### 収録曲
1. Climax Jump DEN-LINER form （作詞：藤林聖子 / 作曲：鳴瀬シュウヘイ / 編曲：LOVE+HATE）
2. Climax Jump DEN-LINER form モモ ウラ キン リュウ セリフ Ver.
3. Climax Jump DEN-LINER form モモタロス セリフ Ver.
4. Climax Jump DEN-LINER form ウラタロス セリフ Ver.
5. Climax Jump DEN-LINER form キンタロス セリフ Ver.
6. Climax Jump DEN-LINER form リュウタロス セリフVer.
7. Climax Jump DEN-LINER form instrumental
8. リミックス曲（初回限定版のみ）（のちにCOMPLETE CD-BOXのClimax-Discにも収録）
  - Climax Jump "俺、参上!" Sword Re-Mix
  - Climax Jump "僕に釣られてみる?" Rod Re-Mix
  - Climax Jump "泣けるでぇ!" Ax Re-Mix
  - Climax Jump "答えは聞いてない!" Gun Re-Mix

## いーじゃん!いーじゃん!スゲーじゃん!?

### 概要
『いーじゃん!いーじゃん!スゲーじゃん!?』は「Climax Jump」のアレンジバージョン5曲＋αで構成されたミニアルバムである。
『劇場版 さらば仮面ライダー電王 ファイナル・カウントダウン』の主題歌であり、AAA DEN-O formが再び担当した「Climax Jump the Final」と、主要イマジン4人がそれぞれ歌うアレンジバージョンの計5曲が収録されている。
ブックレットには歌詞の他、作詞の藤林聖子と作曲の鳴瀬シュウヘイによるロングインタビュー、ミュージックヒストリー、楽曲解説が収録されている。またDVD付属版には「Sword form」「Rod form」「Ax form」「Gun form」のミュージックビデオクリップと「Climax Jump Piano form」に作品映像を乗せた「Climax Jump エピローグ」が収録されている。
各instrumentalは「超・CD-BOX」にて初収録される。

### 収録曲
1. Climax Jump the Final（作詞：藤林聖子 / 作曲：鳴瀬シュウヘイ / 編曲：鳴瀬シュウヘイ） / AAA DEN-O form
2. Climax Jump Sword form（作詞：藤林聖子 / 作曲：鳴瀬シュウヘイ / 編曲：RYO） / モモタロス（声：関俊彦）
3. Climax Jump Rod form（作詞：藤林聖子 / 作曲：鳴瀬シュウヘイ / 編曲：酒井陽一） / ウラタロス（声：遊佐浩二）
4. Climax Jump Ax form（作詞：藤林聖子 / 作曲・編曲：鳴瀬シュウヘイ） / キンタロス（声：てらそままさき）
5. Climax Jump Gun form（作詞：藤林聖子 / 作曲・編曲：鳴瀬シュウヘイ） / リュウタロス（声：鈴村健一）
6. Climax Jump Sword form(モモタロスセリフVer.)
7. Climax Jump Rod form(ウラタロスセリフVer.)
8. Climax Jump Ax form(キンタロスセリフVer.)
9. Climax Jump Gun form(リュウタロスセリフVer.)
10. Climax Jump Piano form

## 超 Climax Jump

### 概要
「超 Climax Jump」は「Climax Jump」の新バージョン収録のシングルである。
『劇場版 超・仮面ライダー電王&ディケイド NEOジェネレーションズ 鬼ヶ島の戦艦』主題歌。今までの4体のイマジンにコハナ（演：松元環季）、ナオミ（演：秋山莉奈）、オーナー（演：石丸謙二郎）、幸太郎（演：桜田通）、テディ（声：小野大輔）を加えたユニット「DEN-O ALL STARS」が歌唱。従来の雰囲気とかけ離れたバラード調のメロディーである。なお、本作に収録されているセリフバージョンは、従来（「Double-Action」も含む）のような本編中の台詞の抜き出しではなく「この曲の収録現場での出来事」という設定になっている。
本作以降プロモーションビデオは制作されなくなり、シングルも通常版のみのリリースとなる。

### 収録曲
1. 超 Climax Jump（作詞：藤林聖子 / 作曲：鳴瀬シュウヘイ / 編曲：鳴瀬シュウヘイ）
2. 超 Climax Jump 〜PARTY MIX〜
3. 超 Climax Jump instrumental

## Climax-Action 〜the 電王 History〜

### 概要
『Climax-Action 〜the 電王 History〜』（クライマックスアクション ザでんおうヒストリー）は、今までの電王の楽曲（AAAやDEN-LINER formの「Climax Jump」や「Double-Action」各フォーム）を、ミックスした楽曲。
映画『仮面ライダー×仮面ライダー×仮面ライダー THE MOVIE 超・電王トリロジー EPISODE YELLOW お宝DEエンド・パイレーツ』主題歌。
カップリング曲の「Treasure Sniper」は同映画のゲスト主役である海東大樹（戸谷公人） / 仮面ライダーディエンドのテーマソングであり、「MASKED RIDER DECADE COMPLETE CD-BOX」からのシングルカットとなる。

### 収録曲
1. Climax-Action 〜the 電王 History〜（作詞：藤林聖子 / 作曲：鳴瀬シュウヘイ・LOVE+ HATE）
2. Treasure Sniper（作詞：藤林聖子 / 作曲・編曲：Ryo） / 海東大樹（戸谷公人）
3. Climax-Action ～The 電王 History～ instrumental
4. Treasure Sniper instrumental

## Climax Jump For U

### 概要
『Climax Jump For U』（クライマックスジャンプ　フォーユー）はモモタロス（声：関俊彦）、ウラタロス（声：遊佐浩二）、キンタロス（声：てらそままさき）、リュウタロス（声：鈴村健一）によるボーカル新収録となる新曲である。
パーティーソングであり、ファンクナンバーとなっている。
2010年開催のイベント「イマジン超クライマックスツアー」でショートサイズが配布され、後に「超・CD-BOX」にてフルサイズが初収録される。

## その他バージョン
Climax Jump HIPHOP ver.
オリジナルをヒップホップ調にアレンジして作られた、R良太郎（リュウタロスに憑依された良太郎）が率いるブレイクダンスチーム「リュウタロスダンサーズ」のダンスミュージック。テレビシリーズ第13話以降ダンサーズ登場シーンなどでしばしば用いられたほか、劇場版第1作『俺、誕生！』でも女性タップダンスチームを率いてR良太郎が踊るシーンで挿入歌として用いられたり、『仮面ライダーディケイド』第14話でR士（リュウタロスに憑依された『ディケイド』の主人公・門矢士）の登場シーンに用いられたりするなどしている。オリジナルサウンドトラック1に初収録。
Climax Jump Dark HIPHOP ver.
リュウタロスダンサーズがダンスバトルを繰り広げた際に、カイのダンスチームの曲として低音・男声主体でアレンジされたバージョン。「COMPLETE CD-BOX」初収録。
Climax Jump pop'n form
コナミデジタルエンタテインメントの音楽ゲーム『pop'n music 16 PARTY♪』（アーケード、2008年稼動）に収録された楽曲。ジャンル名表記はそのまま「CLIMAX JUMP」、アーティスト名は作曲者の「鳴瀬シュウヘイ」名義になっている。このバージョンは、ゲームのために作曲者の鳴瀬自身が新たにアレンジを施したもので、歌唱はAAAや原作の声優ではなく、鳴瀬本人を含めた数名が歌っている。
- Climax Jump pop'n form 試聴&コメント - KONAMI - ウェイバックマシン（2018年4月6日アーカイブ分）
- Climax Jump pop'n form 製作経緯 - Shuhei Naruse blog（2008年3月26日） - ウェイバックマシン（2012年2月18日アーカイブ分）

このバージョンは、2008年8月29日に発売された同作のサウンドトラック『pop'n music 16 PARTY♪ original soundtrack』へ収録された。以降、アーケード版『pop'n music』シリーズでは『17 THE MOVIE』『18 せんごく列伝』『19 TUNE STREET』の4作品までプレイ楽曲として収録されていた。また、2010年1月28日に発売されたWii用ゲームソフト『ダンスダンスレボリューション ミュージックフィット』にも、プレイ楽曲のひとつとしてこのバージョンが収録されている。

## カバー
- Merm4id -『D4DJ Groovy Mix カバートラックス vol.2』に収録。